# Eupithecia frontosa
Eupithecia frontosa är en fjärilsart som beskrevs av Brandt 1941. Eupithecia frontosa ingår i släktet Eupithecia och familjen mätare. Inga underarter finns listade i Catalogue of Life.